# Czołgaj się
Czołgaj się – wydany w 2004 roku wspólny album Cezarego Ostrowskiego i Marcina Świetlickiego nakładem wydawnictwa Music Corner.

Ja miałem w komputerze czekające już od dawna utwory, Świetlik przywiózł w głowie i na skrawkach papieru zupełnie nowe wiersze. Poszło rewelacyjnie. Rezultat powalił nas obu na łopatki, ale wiedząc że możemy nie być obiektywni zaczęliśmy testy na ludziach...

Nikt tej płyty nie zrozumie. Płyta jest o niezrozumieniu. Jak ktoś zechce ją zrozumieć... to hohoho.

## Lista utworów
1. „Los kapitan(a)” – 3:47
2. „Ja latam” – 4:08
3. „Kobiety” – 3:28
4. „Ojczyzna” – 2:59
5. „Grudzień” – 4:07
6. „Ziomal” – 3:09
7. „Misio” – 4:26
8. „Dwie poduszki” – 3:27
9. „Miasto, mięso, maszynka” – 4:02
10. „Czołgaj się” – 3:14
11. „Oszum” – 3:51
12. „Inaczej” – 4:26
13. „Zabudź mnie” – 2:24

## Wykonawcy
- Cezary Ostrowski – wszystkie instrumenty, głos (13)
- Marcin Świetlicki – śpiew, głos